# Andrés Feliz
Andrés Rafael Feliz Sarita (Santo Domingo, 15 de julio de 1997) es un baloncestista dominicano que forma parte de la plantilla de Real Madrid de la Liga ACB. Mide 1,88 metros de estatura y juega en la posición de base. Es internacional con la República Dominicana en competiciones internacionales.

## Trayectoria deportiva

### Instituto
Asiste al instituto West Oaks Academy en Orlando, Florida. En la temporada 2014-15, lideró a su instituto a lograr el campeonato estatal de la Sunshine Independent Athletic Association de 2015, siendo nombrado Jugador Más Valioso del campeonato. También lideró a su equipo a un récord de 32-4. Disputó el prestigioso Nike Hoop Summit representando al equipo del 'resto del mundo' en 2016.

### Universidad

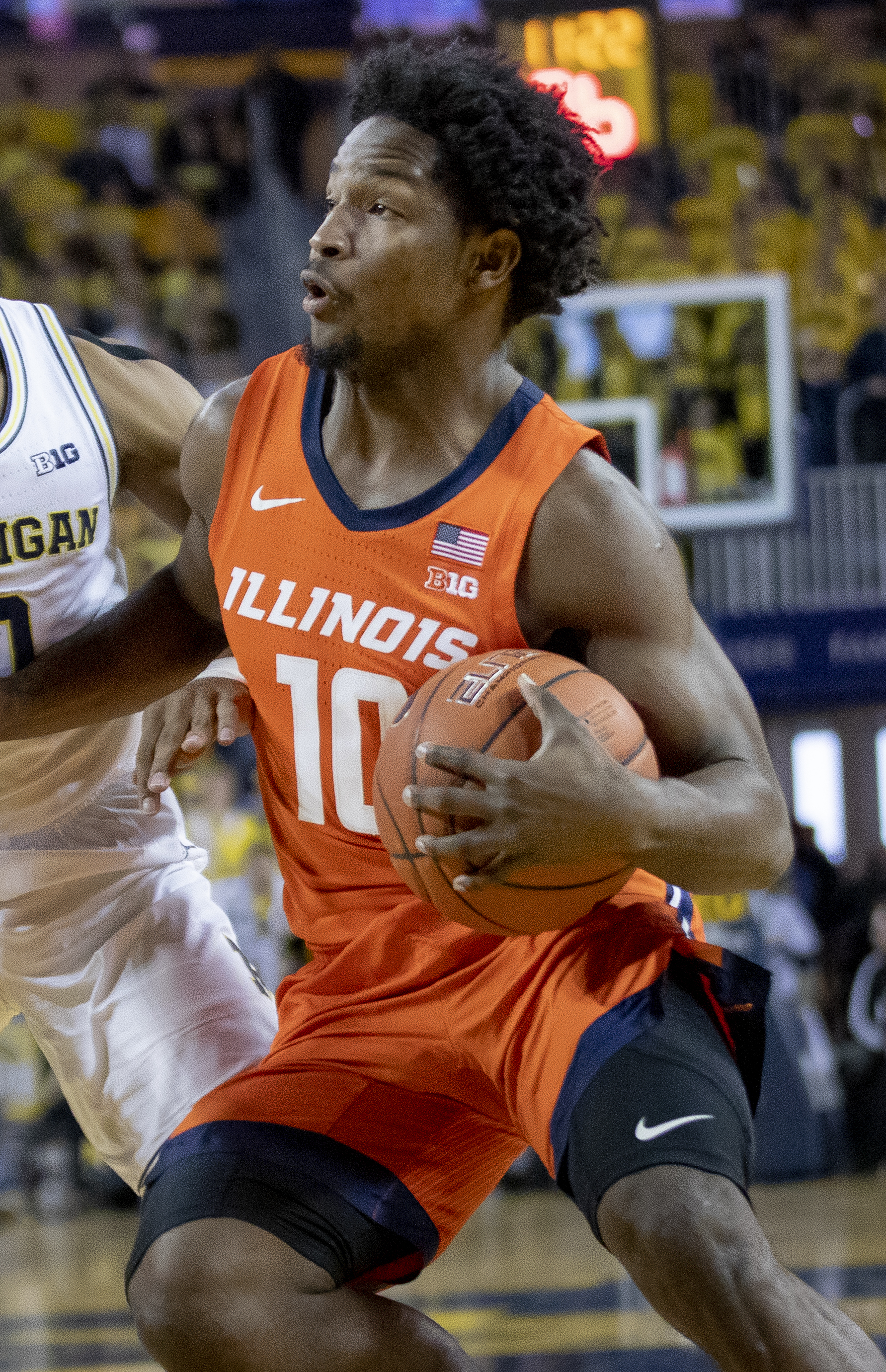
Feliz con Illinois en 2020.

Luego pasó al Northwest Florida State College donde jugaría durante dos temporadas, desde 2016 a 2018. En su segunda temporada fue incluido en el primer equipo All-American de la NJCAA, tras promediar 20 puntos, 5,7 rebotes y 6,1 asistencias por partido. Se convirtió además en el mejor pasador de la historia de la universidad.[cita requerida]
En 2018 ingresa en la Universidad de Illinois en Urbana-Champaign en la que jugaría durante otras dos temporadas con los Fighting Illini, desde 2018 a 2020, en las que promedió 9,6 puntos, 3,9 rebotes y 2,6 asistencias por partido.

#### Estadísticas
| Año     | Equipo   | PJ | PT | MPP  | %TC  | %3P  | %TL  | RPP | APP | ROB | TPP | PPP  |
| ------- | -------- | -- | -- | ---- | ---- | ---- | ---- | --- | --- | --- | --- | ---- |
| 2018–19 | Illinois | 33 | 5  | 22.3 | .453 | .270 | .755 | 2.9 | 2.2 | 1.0 | .0  | 8.3  |
| 2019–20 | Illinois | 31 | 15 | 26.8 | .460 | .274 | .769 | 5.0 | 2.9 | .7  | .0  | 11.0 |
| Total   | Total    | 64 | 20 | 24.5 | .457 | .273 | .763 | 3.9 | 2.6 | .9  | .0  | 9.6  |

### Profesional
El 12 de febrero de 2021, llega a España para jugar en las filas del Club Bàsquet Prat de la Liga LEB Plata. En las filas del Club Bàsquet Prat realizó unos promedios de 18.9 puntos, 4.5 rebotes y 3.3 asistencias de media por partido.
En julio de 2021, firma por el Club Joventut Badalona de Liga ACB.
Tras tres temporadas en Badalona, en julio de 2024, se une al Real Madrid al ejecutar el club blanco la cláusula de rescisión.

## Selección nacional
En agosto de 2013, ayudó a la selección juvenil de la República Dominicana a ganar la medalla de oro en el Centrobasket Sub-17 en Caguas, Puerto Rico. En el partido por la medalla de oro, registró 15 puntos, 5 rebotes, 4 asistencias, 4 robos y 1 tapón en la victoria ante la selección puertorriqueña. En cinco partidos en el torneo, promedió 9,6 puntos, 3,6 rebotes, 2,8 asistencias y 1,4 robos en 21,6 minutos por partido.
En julio de 2015, hizo su debut con la selección absoluta de la República Dominicana en los Juegos Panamericanos de 2015 en Toronto, Canadá. En cinco partidos, promedió 5,8 puntos, 2,6 rebotes y 1,4 asistencias en 16,8 minutos por encuentro. Fue el máximo anotador del Campeonato Mundial de Baloncesto Sub-19 de 2015.
Durante agosto y septiembre de 2023 fue integrante de la selección de República Dominicana que participó en el Mundial de 2023 celebrado en Asia, y que finalizó en decimocuarto lugar.

## Vida personal
Andrés nació y creció en Guachupita, un barrio de Santo Domingo. Es hijo de Rodolfo Féliz y Teresa Sarita.